# AWAS
Ansett Worldwide Aviation Services (AWAS), o semplicemente Ansett Worldwide, era una delle più grandi società di leasing di aeromobili commerciali del mondo. La sua sede principale era a Dublino, in Irlanda, e aveva uffici a Miami, New York City e Singapore.
Nell'agosto 2017, AWAS è stata acquisita dalla Dubai Aerospace Enterprise, gestendo in totale almeno 329 aerei.

## Storia
Ansett Worldwide Aviation Services fu una sussidiaria e la divisione di leasing di Ansett Australia dal 1985. Nel 1996 venne creata una società distinta da Ansett Australia. Come Ansett Australia, Ansett Worldwide era di proprietà di TNT e News Corporation. Quando TNT vendette la sua quota ad Air New Zealand nel 1996, mantenne la proprietà di Ansett Worldwide.
Ansett Worldwide venne venduta a una sussidiaria della Morgan Stanley nel febbraio 2000 per quasi 600 milioni di dollari. Al momento della vendita, AWAS aveva un portafoglio di leasing di 105 aeromobili del valore di 4 miliardi di dollari, operati da 47 compagnie aeree. Il nome Ansett fu mantenuto poiché era immediatamente riconoscibile nel settore dell'aviazione globale. Sotto la proprietà di Morgan Stanley, la società venne ribattezzata semplicemente Ansett Worldwide, omettendo "Aviation Services". La flotta venne combinata con la flotta Morgan Stanley Aircraft Leasing, ottenendo una flotta di 180 aeromobili entro il 2003.
Nel 2004, Ansett Worldwide vebbe rinominata AWAS. Un comunicato stampa della società diffuso in coincidenza con il rebranding affermava che la compagnia era sopravvissuta alla sua associazione con una compagnia aerea fallita, da cui l'abbandono di "Ansett". Nel settore era noto che alcuni clienti avevano mostrato riluttanza a trattare con Ansett Worldwide, percependo che gli aeromobili disponibili erano ex aeromobili della Ansett Airlines che erano rimasti inattivi da quando la compagnia aerea aveva cessato le operazioni.
Morgan Stanley vendette AWAS nel 2006 al fondo speculativo Terra Firma Capital Partners del Regno Unito irma con la gestione e le operazioni trasferite a Dublino.
Nel 2007, AWAS acquisì e integrò la Pegasus Aviation Finance Company.
Nel 2008, AWAS ha ordinato 100 nuovi Airbus con un valore di listino di 6,9 miliardi di dollari USA. Nel 2010, l'azienda festeggiò il suo 25º compleanno; quell'anno, Ray Sisson divenne Presidente e CEO.

## Identità aziendale
AWAS aveva la sua sede nell'edificio The Galleries (500 George Street) nel CBD di Sydney durante il periodo di proprietà di Morgan Stanley. Amministrativamente, il CEO e il personale selezionato erano trasferiti nell'ufficio di Seattle per essere più vicini ai proprietari nella sede centrale a New York. Le sezioni marketing, informatica, comunicazione, legale, finanziaria e amministrativa dell'azienda rimasero a Sydney per tutto questo periodo. Dopo l'acquisizione da parte di Terra Firma, l'ufficio di Sydney venne chiuso, il personale ridimensionato o trasferito nel nuovo ufficio irlandese nel blocco B di Riverside IV lungo Sir John Rogerson's Quay a Dublino, Repubblica d'Irlanda. Il suo ufficio a Miami era in One Brickell Square nel centro di Miami. Il suo ufficio di New York City era nella suite 203 di 620 al 444 di Madison Avenue.
In precedenza, la sua sede a Dublino era nel City West Business Campus. Aveva anche un ufficio londinese nella City of Westminster. In un secondo momento, l'ufficio di Dublino si trovava a Regus House presso Harcout Centre. Nel 2007, l'azienda aprì la sua nuova sede a Dublino, Alexandra House, The Sweepstakes, Ballsbridge. La sede di Londra venne assorbita in quella di Dublino.
L'azienda aveva in precedenza un ufficio a Bellevue, Washington, nella Greater Seattle. Nel 2006, l'ufficio aveva 30 dipendenti. Nel 2007, si fuse nell'ufficio di Miami.